# みなさんのうた
『みなさんのうた』はバナナマンとおぎやはぎからなるお笑いユニット、宇田川フリーコースターズのデビュー・ミニアルバム。

## 概要
宇田川フリーコースターズ名義での活動は2005年頃以来である。タイトルはNHKの音楽番組『みんなのうた』のパロディーで、このアルバムは「童謡集」という位置づけである。
おぎやはぎがパーソナリティを務めるラジオ番組『おぎやはぎのメガネびいき』でオリジナル曲を流したのを、ラジオ好きで知られるエイベックス/tearbridge productionの伊東宏晃氏が絶賛し、番組投稿。その後、デビューが決定した。
『おぎやはぎのメガネびいきPodcast』（第108回・2008年10月21日）で披露されたものとはヴォーカルの録音が異なり、CD化にあたり録り直されている。
CDには、「富士山」のプロモーションビデオを収録したDVDが付属している（永続仕様）。

## リリース日
2009年9月2日より「フル♪mu-mo」で着うたフルの独占配信が開始される。また、世界21カ国のiTunes Storeでも配信されている。9月9日にアルバムがリリースされた。

## 曲目
※配信版（mora,iTunes Storeなど）では、1,4,7,10曲目のコントが収録されておらず、CDのみの収録となっている。
1. 宇田川フリーコースターズです
2. プンスカプン（日村勇紀）
3. 夏が来たりてぃ（矢作兼）
4. 怪談話
5. あまえたいのに（設楽統）
6. ねむくなっちゃった（矢作兼）
7. タイトルマッチ
8. 鉄棒ブルース（小木博明）
9. 小さな船のりのうた（日村勇紀）
10. クイズ！最後まで聞かないとわからない！
11. 富士山（宇田川フリーコースターズ）

コントを除いて全曲 作詞:鈴木工務店・オークラ 作曲&編曲:KANKE